# Huancayo
Huancayo è una città del Perù centrale, capoluogo della regione di Junín, e della Provincia di Huancayo. La città è situata sulla cordigliera delle Ande, al centro della fertile valle del Mantaro, ed è nota per il caratteristico mercato di prodotti artigianali che ogni domenica si tiene nelle principali vie del centro.
La città sorge nel territorio un tempo occupato dalla popolazione Huancas, sottomessa dagli Inca nel XV secolo. Gli spagnoli conquistarono quest'area nel 1534, mentre la fondazione di questa città risale al 1º giugno 1572 e il suo nome originario era Santísima Trinidad de Huancayo.